# جو غيز
جوزيف عطا الله غيز (27 يناير 1945 - 9 نوفمبر 1996) هو رئيس وزراء جزيرة الأمير إدوارد من 1986 إلى 1993.